# 紫穗稗
紫穗稗（学名：Echinochloa utilis）为禾本科稗属下的一个种。

## 扩展阅读
- 維基物種上的相關：紫穗稗